# Abe no Sadatō
Abe no Sadatō (安倍貞任?) (1019 - 1062), hijo de Abe no Yoritoki, fue uno de los mayores contribuidores del clan Abe al cual asistió en las Guerras Zenkunen durante el período Heian (siglo XI) de Japón. Sadato fue nombrado al mismo tiempo comandante y protector del castillo Kuriyagawa, el cual en 1062, fue atacado por las fuerzas del clan Minamoto bajo el mando de Minamoto no Yoriyoshi y su hijo Minamoto no Yoshiie.

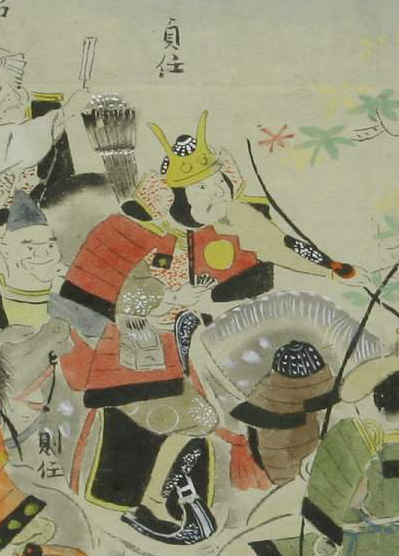
Abe no Sadatou

La muerte de Abe no Yoritoki, en 1057, convirtió a Sadato en la cabeza del clan y en dirigente militar en el conflicto bélico contra el clan Minamoto. Sadato condujo varias batallas, entre ellas la Batalla de Kawasaki transcurrida en Kawasaki, aquí emboscó a las fuerzas de Minamoto con 4000 soldados. La batalla transcurrió bajo una gran nevada y finalmente concluyó con la retirada de Minamoto.
Para el asedio de 1062 al castillo Kuriyagawa los Minamoto habían recibido refuerzos y Sadato fue vencido, falleciendo por las heridas recibidas. Los Minamoto exhibieron su cabeza en 1063 en Kioto como trofeo de guerra.